# Adela Barquín Cobo
Adela Barquín Cobo va ser una activista càntabra que liderà les lluites veïnals al barri de la Salut de Sant Feliu de Llobregat, fet que li valgué el sobrenom de «La Passionària de la Salut».
Va néixer a Corvera de Toranzo a Cantàbria l'any 1932. L'any 1971 es traslladà a Catalunya, al barri de la Salut de Sant Feliu de Llobregat on era coneguda com la Passionària per ser una de les seves principals activistes. En aquesta època del final de franquisme i de la transició liderà les lluites veïnals que reivindicaven equipaments i millores al barri com l'ambulatori, el soterrament o l'escolarització de tots els infants, entre d'altres.
Començà el seu activisme al barri de la Salut creant un centre cultural, doncs les autoritats no permeteren la creació d'una associació veïnal. Entre els anys 1974 i 1976 sorgiren les comissions gestores dels barris Nord-Est, la Salut, Can Calders, Falguera i Centre. L'any 1977 es van legalitzar totes. L'Adela Barquín era la vicepresidenta de la Junta de la Salut constituïda per nou persones que provenien del PSUC, el PSOE i el Moviment Comunista.
La primera reivindicació fou la creació d'escoles pels infants de la ciutat que diàriament s'havien de desplaçar a escoles del Prat de Llobregat. Les associacions de veïns es mobilitzaven davant de l'ajuntament reclamant aquests equipaments, un grup de dones, entre elles Barquín, es plantaren de manera indefinida a la plaça. Abans del primer consistori democràtic es construïren les escoles Arquitecte Gaudí, Mestre Esteve, Jaume Balmes i Josep Monmany.
La reivindicació d'un ambulatori va començar l'any 1971 i va durar una dècada fins que se'l va construir finalment l'any 1981. Tot i així les mobilitzacions no cessaren perquè funcionava malament i només s'hi dispensava una assistència reparadora. Els moviments socials reivindicatius, protagonitzats per les veïnes del barri, exigien una assistència preventiva i educativa, a més d'una gestió del centre també per part del personal sanitari.
Adela Barquin va tenir un paper destacat en la creació d'un espai públic. L'any 1977 es va voler construir una benzinera a un dels pocs espais lliures que quedaven al barri. Al juny, una concentració de veïns i veïnes va paralitzar les obres al llençar la formigonera al sot on s'estaven construint els dipòsits de fuel. Es va intentar arribar a un acord amb l'empresa però a l'octubre es van trencar les negociacions. Va ser llavors que van intensificar-se les mobilitzacions i a l'assemblea veïnal del 6 de novembre es va decidir ocupar l'espai. El 20 de novembre es va celebrar una festa popular que va ocupar el lloc se'l va convertir en una plaça amb arbres i bancs, . Finalment l'Ajuntament va expropiar el solar el 1980 i tres anys més tard s'aconseguia la plaça finançada en part pels veïns i veïnes. Des de l'any 2018 un gran mural presideix la plaça per recordar aquella lluita. És obra del muralista valencià Escif.
Adela Barquín va morir a Sant Feliu de Llobregat el 14 de febrer de 2004.
L'any 2023, l'Ajuntament de Sant Feliu posà el nom de l'activista a una promoció de pisos per a gent gran.